# Vloedboszanger
De vloedboszanger (Myiothlypis rivularis; synoniem: Phaeothlypis rivularis) is een zangvogel uit de familie Parulidae (Amerikaanse zangers).

## Verspreiding en leefgebied
Deze soort telt 3 ondersoorten:
- M. r. mesoleuca: oostelijk Venezuela, de Guyana's en noordelijk Brazilië.
- M. r. rivularis: zuidoostelijk Brazilië, oostelijk Paraguay en noordoostelijk Argentinië.
- M. r. boliviana: het oostelijke deel van Centraal-Bolivia.